# Apostol Éva
Apostol Éva magyar manöken, modell, fotómodell. Korábban a Vígszínház tagja volt, táncosnő.

## Élete
A Kőbányai Gyógyszerárugyár (ma Richter Gedeon Nyrt.) Fabulon termékcsaládjának barna hajú reklámarca volt, Pataki Ági, Bakos Ilona, és Sütő Enikő mellett.
Sok címlap készült Vele, például az Ország-világ című lapban, és egyéb kiadványokban jelentek meg a fotói. Több fotós modellje volt, így például Martin Gábor, Ács Irén, Dékán István, fotóművészeké. Divatbemutatókon is részt vett.
Egy véletlen folytán került a Vígszínházhoz, a Don Juan című produkcióhoz kerestek táncolni tudó, fiatal lányokat. Hosszas válogatás után, mint hivatásos táncosnőt, vették fel. Kiemelt statiszta lett, egyre több darabban szerepelt, például a  Képzelt riport egy amerikai popfesztiválról (musical)ben. Presser Gábor meghallgatta, döntése értelmében a karban énekelt is.
Ajándéktárgyakat is készített, dolgozott az Iparművészi Vállalatnak.
Munkái mellett több évig volt híres manöken.
Fia Ferenc, lánya Nikolette Noel, hollywoodi színésznő, aki egyebek mellett a The Expendables – A feláldozhatók 2. című Stallone-filmben szerepelt.